# Octopus: The Best of Syd Barrett
Albums de Syd Barrett
Opel
(1988) Crazy Diamond
(1993)
Octopus: The Best of Syd Barrett est une compilation de Syd Barrett, parue en 1992.

## Titres
Toutes les chansons sont de Syd Barrett, sauf Golden Hair (Barrett, Joyce).
| No  | Titre                     | Durée |
| --- | ------------------------- | ----- |
| 1.  | Octopus                   | 3:48  |
| 2.  | Swan Lee (Silas Lang)     | 3:14  |
| 3.  | Baby Lemonade             | 4:10  |
| 4.  | Late Night                | 3:14  |
| 5.  | Wined and Dined           | 2:56  |
| 6.  | Golden Hair               | 2:00  |
| 7.  | Gigolo Aunt               | 5:45  |
| 8.  | Wolfpack                  | 3:45  |
| 9.  | It Is Obvious             | 2:56  |
| 10. | Lanky (Part 1)            | 5:32  |
| 11. | No Good Trying            | 3:25  |
| 12. | Clowns and Jugglers       | 3:27  |
| 13. | Waving My Arms in the Air | 2:07  |
| 14. | Opel                      | 6:26  |